# Palliduphantes lorifer
Palliduphantes lorifer là một loài nhện trong họ Linyphiidae.
Loài này thuộc chi Palliduphantes. Palliduphantes lorifer được Eugène Simon miêu tả năm 1907.